# Estonia ai Giochi della XXIX Olimpiade
L'Estonia ha partecipato ai Giochi della XXIX Olimpiade di Pechino, svoltisi dall'8 al 24 agosto 2008, con una delegazione di atleti.

## Medaglie
| Medaglia | Atleta                      | Sport            | Evento                    |
| -------- | --------------------------- | ---------------- | ------------------------- |
| Oro      | Gerd Kanter                 | Atletica leggera | Lancio del disco maschile |
| Argento  | Jüri Jaanson Tõnu Endrekson | Canottaggio      | 2 di coppia maschile      |

## Atletica leggera
| Gara   | Atleta        | Batterie | Batterie | Semifinali | Semifinali | Finale | Finale |
| Gara   | Atleta        | Tempo    | Pos.     | Tempo      | Pos.       | Tempo  | Pos.   |
| ------ | ------------- | -------- | -------- | ---------- | ---------- | ------ | ------ |
| 1500 m | Tiidrek Nurme | 3'38"59  | 9        |            |            |        |        |

| Gara     | Atleta         | Tempo     | Posizione |
| -------- | -------------- | --------- | --------- |
| Maratona | Pavel Loskutov | 2h 39'01" | 75        |

| Gara                   | Atleta             | Qualificazioni | Qualificazioni | Finale  | Finale |
| Gara                   | Atleta             | Misura         | Pos.           | Misura  | Pos.   |
| ---------------------- | ------------------ | -------------- | -------------- | ------- | ------ |
| Getto del peso         | Taavi Peetre       | 19,57 m        | 26             |         |        |
| Lancio del disco       | Gerd Kanter        | 64,66 m        | 5              | 68,82 m |        |
| Lancio del disco       | Aleksander Tammert | 63,10 m        | 10             |         |        |
| Lancio del disco       | Märt Israel        | 61,98 m        | 14             |         |        |
| Lancio del giavellotto | Mihkel Kukk        | 75,56 m        | 21             |         |        |

| Prova                  | Mikk Pahapill | Mikk Pahapill | Mikk Pahapill | Andres Raja | Andres Raja | Andres Raja |
| Prova                  | Risultato     | Punti         | Pos.          |             |             |             |
| ---------------------- | ------------- | ------------- | ------------- | ----------- | ----------- | ----------- |
| 100 metri              | 11"15         | 827           | 22            | 10"89       | 885         | 8           |
| Salto in lungo         | 7,04 m        | 823           | 23            | 7,29 m      | 883         | 11          |
| Getto del peso         | 14,36 m       | 750           | 19            | 14,79 m     | 777         | 15          |
| Salto in alto          | 2,11 m        | 906           | 2             | 1,96 m      | 767         | 18          |
| 400 metri              | 50"90         | 774           | 26            | 48"98       | 862         | 11          |
| 110 metri ostacoli     | 14"51         | 910           | 15            | 14"06       | 967         | 3           |
| Lancio del disco       | 49,35 m       | 857           | 5             | 39,83 m     | 661         | 26          |
| Salto con l'asta       | 4,80 m        | 849           | 8             | 4,80 m      | 849         | 8           |
| Lancio del giavellotto | 67,07 m       | 845           | 5             | 67,16 m     | 846         | 4           |
| 1500 metri             | 4'47"03       | 637           | 17            | 4'49"60     | 621         | 18          |
| Totale                 |               | 8178          | 11            |             | 8118        | 13          |

| Gara                   | Atleta           | Qualificazioni | Qualificazioni | Finale  | Finale |
| Gara                   | Atleta           | Misura         | Pos.           | Misura  | Pos.   |
| ---------------------- | ---------------- | -------------- | -------------- | ------- | ------ |
| Salto in alto          | Anna Iljuštšenko | 1,89 m         | 21             |         |        |
| Salto in lungo         | Ksenija Balta    | 6,28 m         | 27             |         |        |
| Salto triplo           | Kaire Leibak     | 14,19 m        | 11             | 14,13 m | 10     |
| Lancio del giavellotto | Moonika Aava     | 56,94 m        | 26             |         |        |

| Prova                  | Kaie Kand | Kaie Kand | Kaie Kand |
| Prova                  | Risultato | Punti     | Pos.      |
| ---------------------- | --------- | --------- | --------- |
| 100 metri ostacoli     | 14"47     | 913       | 39        |
| Salto in alto          | 1,65 m    | 795       | 39        |
| Getto del peso         | 12,91 m   | 721       | 26        |
| 200 metri              | 25"49     | 842       | 34        |
| Salto in lungo         | 5,75 m    | 774       | 33        |
| Lancio del giavellotto | 42,51 m   | 716       | 21        |
| 800 metri              | 2'13"36   | 916       | 10        |
| Totale                 |           | 5677      | 33        |

## Badminton
| Gara              | Atleta       | Turno 1                                         | Sedicesimi | Ottavi | Quarti | Semifinali | Finale |
| ----------------- | ------------ | ----------------------------------------------- | ---------- | ------ | ------ | ---------- | ------ |
| Singolo maschile  | Raul Must    | Przemysław Wacha (Polonia) 0-2 (14-21, 15-21)   |            |        |        |            |        |
| Singolo femminile | Kati Tolmoff | Chloe Magee (Irlanda) 1-2 (21-18, 18-21, 19-21) |            |        |        |            |        |

## Beach volley

### Torneo maschile
L'Estonia è stata rappresentata dalla coppia formata da Kristjan Kais e Rivo Vesik.

#### Prima fase
| 10 agosto | 22:00 | Herrera - Mesa   | 2-0 (21-18, 23-21)        | Kais Kr. - Vesik | Beach Volleyball Ground |
| 12 agosto | 10:00 | Xu - Wu          | 2-1 (15-21, 21-11, 15-13) | Kais Kr. - Vesik | Beach Volleyball Ground |
| 14 agosto | 17:00 | Kais Kr. - Vesik | 1-2 (16-21, 21-18, 12-15) | Gosch - Horst    | Beach Volleyball Ground |

| posiz | squadra                    | G | V | P | Sv | Sp | Pf  | Ps  | Pts |
| ----- | -------------------------- | - | - | - | -- | -- | --- | --- | --- |
| 1     | Xu - Wu (Cina)             | 3 | 3 | 0 | 6  | 1  | 135 | 104 | 6   |
| 2     | Herrera - Mesa (Spagna)    | 3 | 2 | 1 | 4  | 2  | 114 | 107 | 5   |
| 3     | Gosch - Horst (Austria)    | 3 | 1 | 2 | 2  | 5  | 111 | 133 | 4   |
| 4     | Kais Kr. - Vesik (Estonia) | 3 | 0 | 3 | 2  | 6  | 133 | 149 | 3   |

## Canottaggio
| Gara        | Atleta                                               | Batterie | Batterie | Quarti/ Ripescaggi | Quarti/ Ripescaggi | Semifinali | Semifinali         | Finale  | Finale       |
| Gara        | Atleta                                               | Tempo    | Pos.     | Tempo              | Pos.               | Tempo      | Pos.               | Tempo   | Pos.         |
| ----------- | ---------------------------------------------------- | -------- | -------- | ------------------ | ------------------ | ---------- | ------------------ | ------- | ------------ |
| Singolo     | Andrei Jämsä                                         | 7'48"24  | 4        | 7'05"48            | 4                  | 7'16"38    | 2 (semifinale C/D) | 7'19"60 | 5 (finale C) |
| 2 di coppia | Tõnu Endrekson Jüri Jaanson                          | 6'27"95  | 3        | bye                | bye                | 6'21"11    | 2                  | 6'29"05 |              |
| 4 di coppia | Igor Kuzmin Vladimir Latin Allar Raja Kaspar Taimsoo | 5'42"22  | 4        | 6'01"46            | 1                  | 5'54"57    | 4                  | 5'48"12 | 3 (finale B) |

## Ciclismo

### Su pista
| Velocità maschile | Daniel Novikov | 11"187 | 21 |  |  |  |  |

### Su strada
| Gara                     | Atleta        | Tempo       | Posizione |
| ------------------------ | ------------- | ----------- | --------- |
| Corsa in linea maschile  | Tanel Kangert | 6h 38'48"   | 69        |
| Corsa in linea maschile  | Rein Taaramäe | 6h 30'49"   | 48        |
| Cronometro maschile      | Rein Taaramäe | 1h 05'47"33 | 17        |
| Corsa in linea femminile | Grete Treier  | 3h 33'17"   | 30        |

## Ginnastica

### Ginnastica ritmica
| Atleta       | Qualificazioni | Qualificazioni | Qualificazioni | Qualificazioni | Qualificazioni | Qualificazioni | Finale | Finale  | Finale | Finale | Finale | Finale |
| Atleta       | Corda          | Cerchio        | Clavi          | Palla          | Totale         | Pos.           | Corda  | Cerchio | Clavi  | Palla  | Totale | Pos.   |
| ------------ | -------------- | -------------- | -------------- | -------------- | -------------- | -------------- | ------ | ------- | ------ | ------ | ------ | ------ |
| Irina Kikkas | 15,650         | 15,225         | 15,700         | 16,200         | 62,775         | 20             |        |         |        |        |        |        |

## Judo
| Gara    | Atleta       | Tabellone principale                  | Tabellone principale                | Tabellone principale | Tabellone principale | Tabellone principale | Ripescaggi | Ripescaggi | Ripescaggi | Ripescaggi |
| Gara    | Atleta       | Sedicesimi                            | Ottavi                              | Quarti               | Semifinali           | Finale               | 1º turno   | Quarti     | Semifinali | Finale     |
| ------- | ------------ | ------------------------------------- | ----------------------------------- | -------------------- | -------------------- | -------------------- | ---------- | ---------- | ---------- | ---------- |
| +100 kg | Martin Padar | Kim Sungbum (Corea del Sud) 1100-0000 | João Schlittler (Brasile) 0000-0010 |                      |                      |                      |            |            |            |            |

## Nuoto
| Gara               | Atleta            | Batterie | Batterie | Semifinali | Semifinali | Finale | Finale |
| Gara               | Atleta            | Tempo    | Pos.     | Tempo      | Pos.       | Tempo  | Pos.   |
| ------------------ | ----------------- | -------- | -------- | ---------- | ---------- | ------ | ------ |
| 50 m stile libero  | Miko Mälberg      | 22"37    | 25       |            |            |        |        |
| 100 m stile libero | Danil Haustov     | 50"92    | 51       |            |            |        |        |
| 200 m stile libero | Vladimir Sidorkin | 1'51"27  | 45       |            |            |        |        |
| 200 m dorso        | Andres Olvik      | 1'03"66  | 40       |            |            |        |        |
| 100 m rana         | Martti Aljand     | 1'02"46  | 45       |            |            |        |        |
| 200 m rana         | Martti Aljand     | 2'16"52  | 46       |            |            |        |        |
| 200 m misti        | Martin Liivamägi  | 2'03"56  | 35       |            |            |        |        |

| Gara               | Atleta          | Batterie | Batterie | Semifinali | Semifinali | Finale | Finale |
| Gara               | Atleta          | Tempo    | Pos.     | Tempo      | Pos.       | Tempo  | Pos.   |
| ------------------ | --------------- | -------- | -------- | ---------- | ---------- | ------ | ------ |
| 50 m stile libero  | Triin Aljand    | 25"29    | 21       |            |            |        |        |
| 100 m stile libero | Triin Aljand    | 56"10    | 33       |            |            |        |        |
| 200 m stile libero | Elina Partõka   | 2'00"64  | 28       |            |            |        |        |
| 100 m farfalla     | Triin Aljand    | 59"43    | 32       |            |            |        |        |
| 400 m misti        | Anna-Liisa Põld |          |          | 4'58"21    | 35         |        |        |

## Scherma
| Gara              | Atleta             | Turno 1                   | Sedicesimi                     | Ottavi | Quarti | Semifinali | Finale |
| ----------------- | ------------------ | ------------------------- | ------------------------------ | ------ | ------ | ---------- | ------ |
| Spada individuale | Nikolai Novosjolov | Ahmed Nabil (Egitto) 15-8 | Jérôme Jeannet (Francia) 14-15 |        |        |            |        |

## Tennis
| Gara                | Atleta                | Trentaduesimi                       | Sedicesimi                                               | Ottavi                     | Quarti | Semifinali | Finale |
| ------------------- | --------------------- | ----------------------------------- | -------------------------------------------------------- | -------------------------- | ------ | ---------- | ------ |
| Singolare femminile | Maret Ani             | Lucie Šafářová (Rep. Ceca) 4-6, 2-6 |                                                          |                            |        |            |        |
| Singolare femminile | Kaia Kanepi           | Flavia Pennetta (Italia) 6-2, 7-68  | Virginie Razzano (Francia) 6-4, 7-5                      | Li Na (Cina) 6-4, 2-6, 0-6 |        |            |        |
| Doppio femminile    | Kaia Kanepi Maret Ani |                                     | Viktoryja Azaranka Tat'jana Puček (Bielorussia) 2-6, 2-6 |                            |        |            |        |

## Tiro
| Gara  | Atleta        | Qualificazioni | Qualificazioni | Finale    | Finale       | Finale |
| Gara  | Atleta        | Punteggio      | Pos.           | Punteggio | Punt. totale | Pos.   |
| ----- | ------------- | -------------- | -------------- | --------- | ------------ | ------ |
| Skeet | Andrei Inešin | 115            | 18             |           |              |        |

## Triathlon
| Gara          | Atleta       | Nuoto  | Ciclismo | Corsa  | Tempo totale | Posizione |
| ------------- | ------------ | ------ | -------- | ------ | ------------ | --------- |
| Gara maschile | Marko Albert | 18'09" | 59'12"   | 35'54" | 1h 54'13"58  | 41        |

## Vela
| Gara              | Atleta        | Regata | Regata | Regata | Regata | Regata | Regata | Regata | Regata | Regata | Regata     | Regata | Punteggio | Pos. |
| Gara              | Atleta        | 1      | 2      | 3      | 4      | 5      | 6      | 7      | 8      | 9      | 10         | M      | Punteggio | Pos. |
| ----------------- | ------------- | ------ | ------ | ------ | ------ | ------ | ------ | ------ | ------ | ------ | ---------- | ------ | --------- | ---- |
| Windsurf maschile | Johannes Ahun | 35     | 34     | 32     | 34     | 31     | 30     | 29     | 25     | 30     | 28         |        | 273       | 33   |
| Laser maschile    | Deniss Karpak | 16     | 20     | 41     | 37     | 28     | 2      | 4      | 35     | 14     | cancellata |        | 166       | 25   |